# Sunder Nix
Sunder L. Nix (né le 2 décembre 1961 à Birmingham) est un athlète américain spécialiste du 400 mètres qui s'est illustré en remportant la médaille de bronze du 400 m des Championnats du monde 1983 d'Helsinki, et le titre olympique du relais 4 × 400 m des Jeux de Los Angeles en 1984, associé à ses coéquipiers américains Ray Armstead, Alonzo Babers et Antonio McKay.

## Record personnel
- 400 mètres : 44 s 75 (Los Angeles, le 08/08/1984)

## Palmarès

### Jeux olympiques
- Jeux olympiques d'été de 1984 à Los Angeles :
  -  Médaille d'or du relais 4 × 400 m
  - 5e de la finale du 400 m

### Championnats du monde
- Championnats du monde d'athlétisme de 1983 à Helsinki :
  -  Médaille de bronze du 400 m
  - 6e de la finale du relais 4 × 400 m